# マリ (シリア)
マリ(楔形文字: 𒈠𒌷𒆠, ma-riki) は、ユーフラテス川中流の右岸（西岸）にあった古代シュメール（シュメル）およびアムル人の都市国家。現在のシリアのアブ・カマル（Abu Kamal）の北西11km、デリゾールの南東120kmに位置する。紀元前5千年紀には住居があったとみられるが、都市として繁栄したのは紀元前2900年頃から紀元前1759年にかけてのことで、その後ハンムラビによって破壊された。現在の遺跡名はテル・ハリリ（Tell Hariri）。

## 遺跡の発掘
テル・ハリリ遺跡は1933年、シリアの東部のイラク国境付近で発見された。付近に住むベドウィンの人々が、死んだばかりの部族の一員のためによい墓石を探そうとして丘を掘っていたところ、頭のない像が見つかった。当時のフランス委任統治領シリア当局はこのニュースに接して調査を開始し、1933年12月12日にルーヴル美術館から派遣された考古学者アンドレ・パロの指揮で遺跡発掘を開始した。翌1934年1月23日にマリ王イシュキ・マリ（Išqi-Mari）の石像が発見され、テル・ハリリが古代都市マリの遺跡であることが明らかになった。
考古学界は、マリを「シュメール文化の最西端の前哨」と位置付けている。また1930年代のフランス調査隊による発掘開始から今日までに発見された、楔形文字でアッカド語の書かれた25,000枚におよぶ膨大な粘土板は「マリ文書」（Mari Tablets）と呼ばれ、マリ王国の習慣や当時の人々の名前など、多くの情報を現在に伝えている。ハンムラビによってマリが占領・破壊された際に、王室の文書庫が埋まってしまい、その結果2万5000以上の記録板が20世紀の考古調査まで長い間保存されていた。
マリは1933年以来、第二次世界大戦による1939年から1950年まで、および第二次中東戦争による1955年から1959年までの中断を除けば1974年までアンドレ・パロを隊長に毎年発掘が行われた。その後5年の空白を経て、1979年から2004年までは新隊長としてマルゲロン（Jean-Claude Margueron）が発掘を指揮した。マリ遺跡の1000m×600mの面積のうち、2005年段階で発掘されたのはまだ半分以下である。また考古学者たちが遺跡の地層はどの深さにまでさかのぼるか解明しようとしてきたが、なお不明な状態が続いている。ルーヴル美術館に在籍したフランスの考古学者アンドレ・パロ（André Parrot）は、「遺跡の歴史の古さを調べるため、未発掘の深さへ垂直方向の発掘を始めるたび、途中で重要な遺物が出土して水平方向の調査をしなければならなくなる」と述べている。

## 名前
マリとは楔形文字では 𒈠𒌷𒆠 (ma-riki)と書かれる。この名は、都市の守護神のことだと考えられていたMerに由来する。Merは北メソポタミアおよびシリアの古代の嵐の神であり、ベルギーの考古学者ジョルジュ・ドッサン（en:Georges Dossin）は都市の名と嵐の神の名は同じで、神の名にちなんで市が命名されたと結論づけた。

## 歴史

紀元前25世紀頃の古代オリエント

マリは紀元前5千年紀からの集落であったと見られるが、都市国家としての重要性がみられるのは紀元前3千年紀および紀元前2千年紀のことである。マリの住民はセム系の人々と見られ、北シリアのエブラやメソポタミア南部のアッカドに住む人々と同様と見られる。

### 最初の黄金時代
マリはユーフラテス川から2km弱離れており、ユーフラテス河谷と谷の周囲にあるステップとの境にある。マリはメソポタミア南部のシュメール諸都市とシリア北部の都市を結ぶ戦略的に重要な中継点として繁栄していた。シュメールはレバノンスギなどの材木や石材をシリアの山岳部から輸入しており、これらはマリを経由したと考えられる。

### 最初の破壊
紀元前2900年頃から始まったマリの繁栄の時期は、紀元前24世紀に何者かに都市が破壊されたことで終わる。この破壊によりユーフラテス中流域でのマリの重要性は失われ、小さな村落程度にすぎなくなった。この破壊をもたらしたのは誰かという問題で歴史学者の意見は割れている。アッカドのサルゴンの名を挙げる者もいれば（サルゴンは、シリアやアナトリアなど西方への遠征の過程でマリを通過したと述べている）、マリの商業上のライバル都市であったエブラがマリを破壊したと考える者もいる。

### 第二の黄金時代
イシン・ラルサ時代も参照

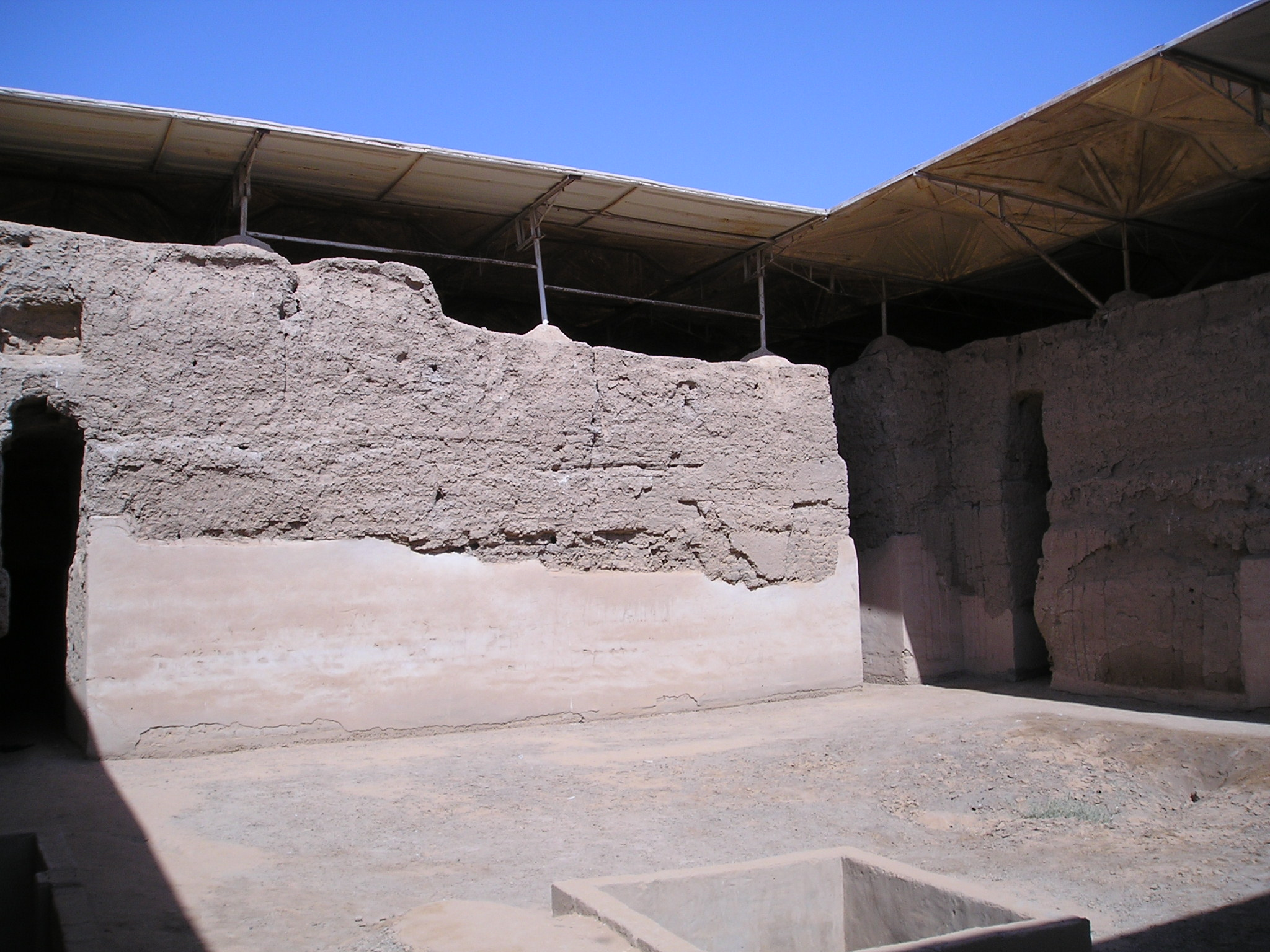
ジムリ・リムの宮殿

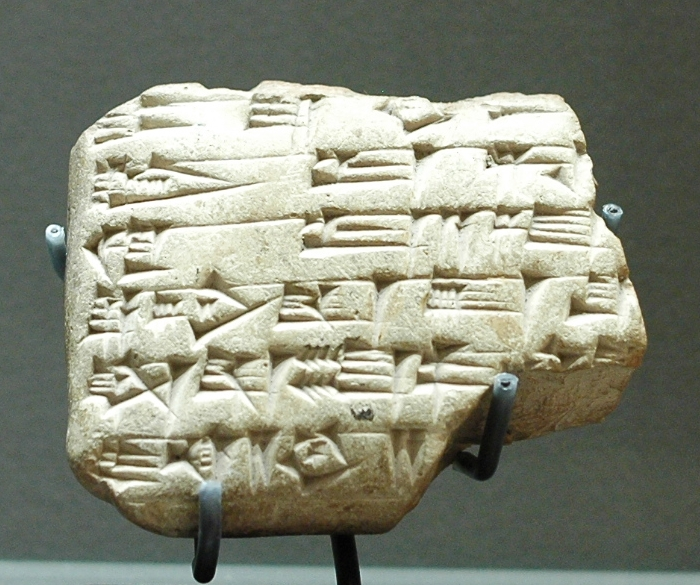
ジムリ・リム王の文書、紀元前1780年頃、ルーブル美術館所蔵

メソポタミアに流入したアムル人の建てた王朝のもと、マリは復権する。第二の黄金時代は紀元前1900年頃に始まった。マリにおける二つの大きな考古学的発見はこの時代に遡る。マリの王ジムリ・リムの宮殿は300以上の部屋があった。これは当時の最大級の宮殿であり、その評判は商人たちを通してアレッポ（ヤムハド）やウガリットなど近隣の都市国家や王国にとどろいていた。中庭には、漆喰壁に筆とにかわと泥絵具で描かれた壁画があるが、バビロニア文明とクレタ島のミノア文明の影響が指摘されている。
もう一つの重要な遺跡である王国の文書庫（アーカイヴ）もこの時代に遡る。この文書庫からは、書簡や行政文書、祭祀の記録など25,000枚以上の粘土板が見つかっている。アンドレ・パロはこの「マリ文書」について、「古代中東の歴史的事件の年代に完全な見直しを迫り、500以上の未知の地名を提供することで古代世界の地図の書き直しや完成すら可能にした」と述べている。ジムリ・リム時代、マリの勢力圏はユーフラテスの支流ハブール川の上流（現在のトルコ領）までに及んだ。

### 最後の破壊
マリはバビロン第1王朝第6代の王ハンムラビにより、紀元前1759年頃に再度破壊された。マリ王国の文書庫の粘土板の中には、ハンムラビが古い同盟相手のジムリ・リムに敵対し、ジムリ・リムが戦いで破られたことを詳述するものがあり、この破壊の経緯が分かっている。マリが滅亡した後、初期カッシート朝及びカッシート朝の時代に入ると、同じユーフラテス中流域のテルカが主要都市国家となって覇権を握った。
一方、依然としてアッシリア人やバビロニア人がマリの跡地にまばらに住んだが、ギリシャ人の到来の頃には単なる村落となっており、その後歴史から消えてしまった。

## マリの経済

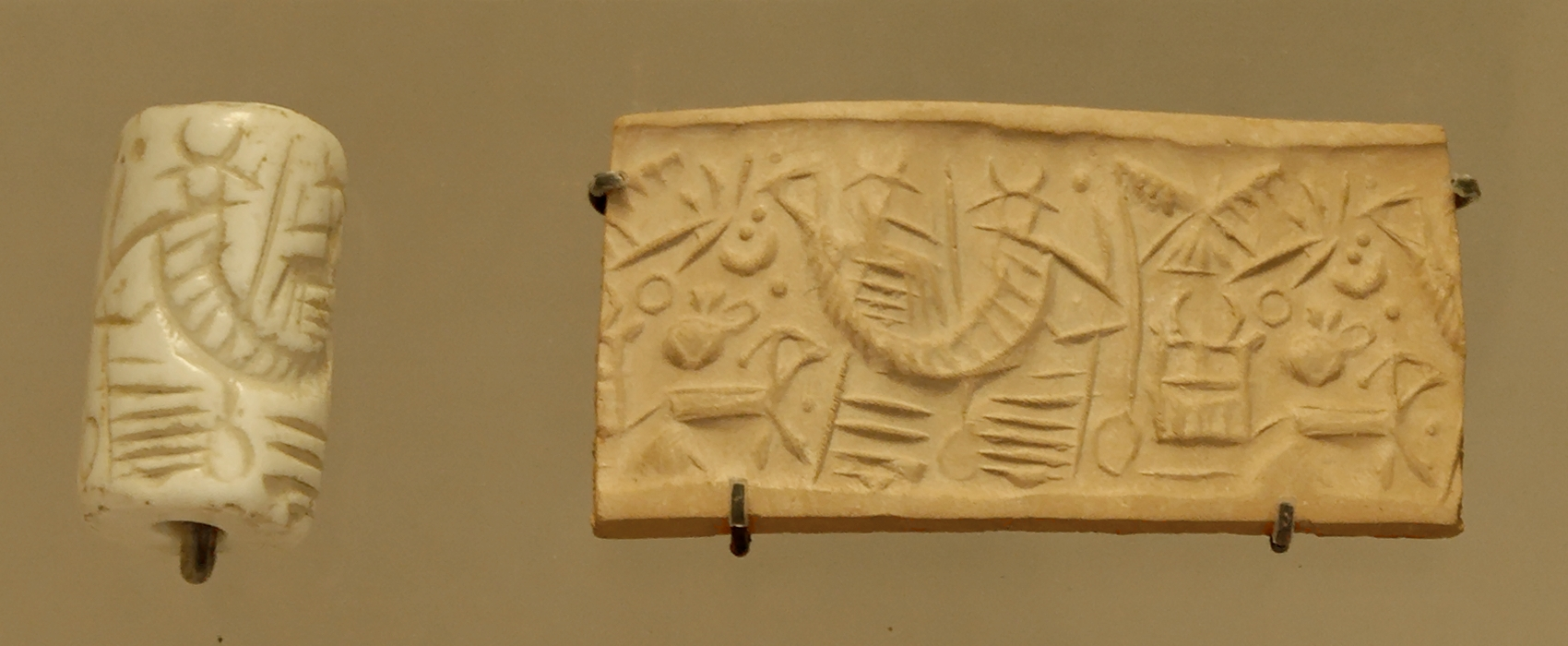
動物と戦う英雄を描いた円筒印章（左）とその印影。マリのイシュタル神殿で発見、紀元前2600年頃の初期王朝時代、ルーブル美術館所蔵

マリが小さな村落から重要な交易都市へ飛躍した背景には、古代社会においてマリの経済や扱う品々には多様性があったことが挙げられる。マリはユーフラテス川沿いの中部にあり、イラン西部、メソポタミア南部と北部、カルケミシュ、アナトリア半島など、異なった産物を産する様々な地方同士を繋ぐ交易路を抑えていた。マリが交易したことが確認されている都市国家には、ウル、アレッポ、ウガリットなどが含まれる。マリを通過する商品は次第に増え、ナツメヤシ、オリーブ、陶器、穀物、木材、石材なども扱われた。またテルカなどマリの影響下にあった近隣都市との交易もあったはずだが、テルカの発掘は比較的最近のものであり、テルカで発掘された文書の解読や出版は完全なものではないためまだ詳細は分からない。

## マリの文化と宗教
マリの市民は精巧な髪形と服装で知られており、バビロンから240km以上上流にあるにもかかわらずメソポタミア文明のを一部をなしていたとみられる。マリはメソポタミア南部諸都市の作った交易用前哨として機能したという見方もある。
マリの市民はシュメールの神々を崇拝した。マリの最高神は西セム系の穀物神で嵐の神ダゴン（ダガン）であり、ダゴンに捧げられた神殿があったほか、豊穣の女神イシュタルに捧げられた神殿、太陽神シャマシュに捧げられた神殿も発見された。シャマシュは全てを見ている全知の神として知られ、二つの大きな扉の前に立つシャマシュの姿が多くの印章に彫られている。ギルガメシュ叙事詩によれば、これらの扉はマシュの山にあり、天国の東の扉であるという。マリの広範囲にわたる交易路を通して、シュメールの神々はエブラやウガリットなどシュメール以外の文化圏にも伝えられ、地元の神々と混交した。
アモリ系王朝を創始したヤフドゥン・リムの王女は嵐の神アダド神の神官であり、王家の神として崇拝された。また1930年代後半の発掘では椅子に座った頭部の欠落した女神像が出土しており、椅子の両側に穴があることからブランコに乗った豊穣の女神ニンフルサグではないかと考えられている。インドや古代ギリシャや古代ローマなどに見られるブランコに女性が乗る豊穣儀礼との関係が指摘されている。

## 歴代の王
初期王朝時代についてはシュメール王名表も参照
- イブルル・イル (Iblul-il)

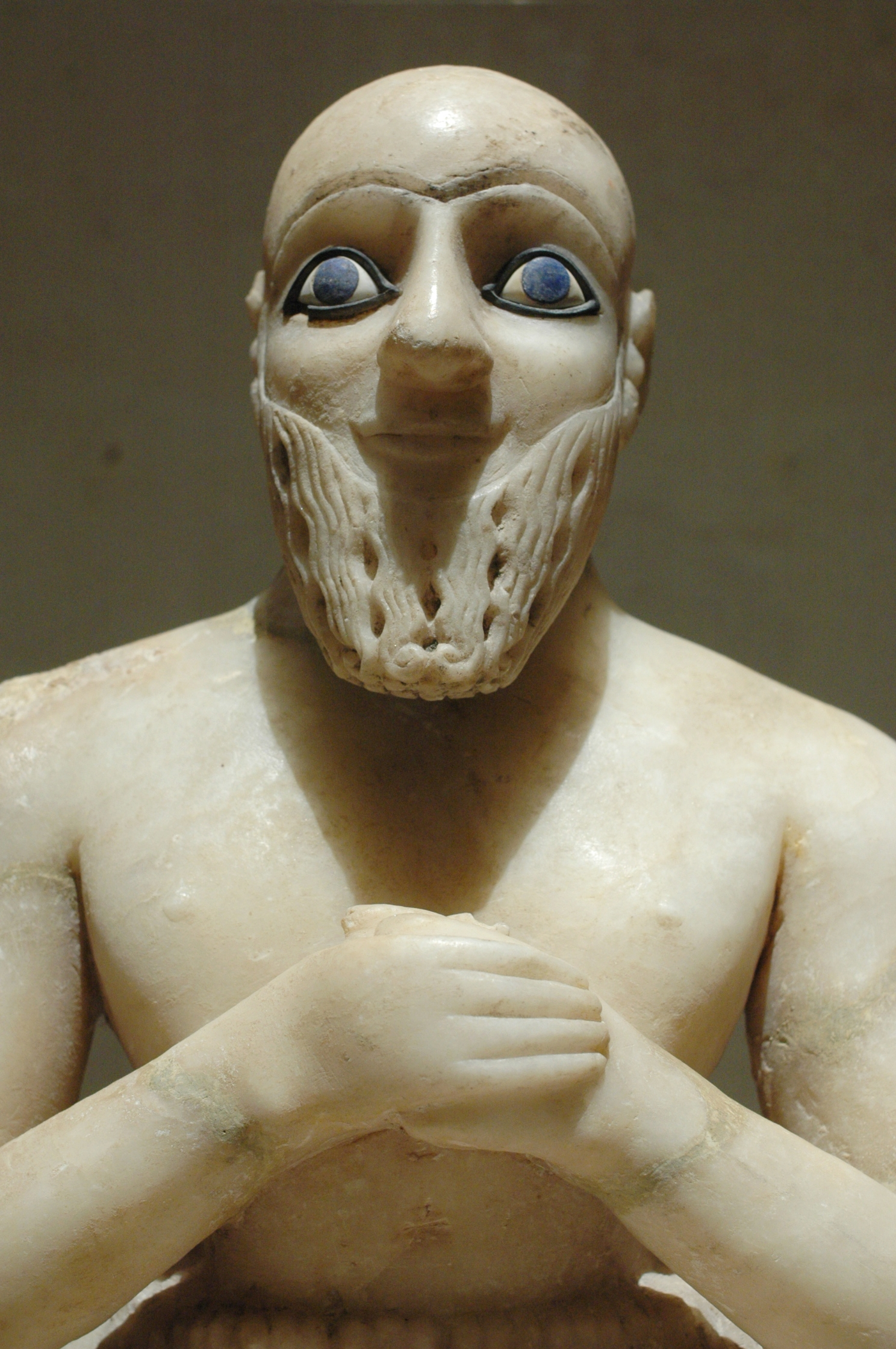
代官エビフ・イル（Intendant Ebih-Il）の像。マリのイシュタル神殿で発見、紀元前2400年頃の初期王朝時代、ルーブル美術館所蔵

- イトゥル・シャマガン (Itur-Shamagan)
- ラムギ・マリ (Lamgi-Mari)
- イシュトゥプ・イルム (Ishtup-ilum)
- イディ・イルム (Idi-ilum)
- トゥラ・ダゴン (Tura-Dagan)
- プズル・イシュタル (Puzur-Ishtar)
- ミラガ (Milaga)
- ヤギド・リム (Yaggid-Lim)
- ヤフドゥン・リム（Yahdun-Lim、紀元前1815年頃 - 紀元前1799年頃）
- スム・アッドゥ（Sumu-addu、紀元前1798年頃 - 紀元前1797年頃）
- ヤスマフ・アダド（Yasmah-Adad、紀元前1796年頃 - 紀元前1776年頃）
  - アッシリア王シャムシ・アダド1世の息子
- ジムリ・リム（Zimri-Lim、紀元前1775年頃 - 紀元前1759年頃）